# Coppa del Mondo di cricket femminile
La Coppa del Mondo di cricket femminile è il più importante trofeo mondiale di Cricket femminile organizzato dall'International Cricket Council, le partite della competizione vengono disputate con la stipulazione Women's One Day International.

## Storia
Il cricket internazionale femminile fu giocato per la prima volta nel 1934, quando una festa dall'Inghilterra fece una tournée in Australia e Nuova Zelanda. La prima partita di prova fu giocata dal 28 al 31 dicembre 1934 e fu vinta dall'Inghilterra. Il primo test contro la Nuova Zelanda seguì all'inizio dell'anno successivo. Queste tre nazioni rimasero le uniche squadre che giocavano nei Test nel cricket femminile fino al 1960, quando il Sudafrica giocò una serie di partite contro l'Inghilterra. Il cricket limitato è stato giocato per la prima volta da squadre di prima classe in Inghilterra nel 1962
I colloqui iniziarono nel 1971 per organizzare una Coppa del mondo di cricket femminile, guidata da Jack Hayward. Il Sudafrica, sotto la pressione del mondo per le sue leggi sull'apartheid, non è stato invitato a partecipare al concorso.
Il torneo inaugurale si è tenuto in una varietà di luoghi in tutta l'Inghilterra nel giugno e luglio 1973, due anni prima che si giocasse la prima Coppa del mondo di cricket maschile.

## Cadenza
La cadenza del torneo è stata stabilita ogni quattro anni, esattamente come il torneo maschile ma sfasata di due anni rispetto a quest'ultimo. In passato però la cadenza del torneo è stata aperiodica: tra la prima e la seconda edizione trascorsero 5 anni, ridotti a quattro tra la seconda e la terza. Per la quarta edizione si dovranno aspettare addirittura sei anni. Poi di nuovo quattro, cinque, tre e di nuovo cinque prima che l'ICC fissasse in modo definitivo la cadenza a quadriennale. L'ultimo torneo si è disputato nel 2022 e il prossimo si disputerà nel 2025.

## Albo d'oro
| Anno          | Organizzatore | Luogo                                 | Finale                                 | Finale                 | Finale                             | Squadre |
| Anno          | Organizzatore | Luogo                                 | Vincitore                              | Risultato              | Finalista                          | Squadre |
| ------------- | ------------- | ------------------------------------- | -------------------------------------- | ---------------------- | ---------------------------------- | ------- |
| 1973 Dettagli | Inghilterra   | Edgbaston Cricket Ground Birmingham   | Inghilterra 279/3 (60 overs)           | ENG vince di 92 runs   | Australia 187/9 (60 overs)         | 7       |
| 1978 Dettagli | India         | Lal Bahadur Shastri Stadium Hyderabad | Australia 100/2 (31.3 overs)           | AUS vince di 8 wickets | Inghilterra 96/8 (50 overs)        | 4       |
| 1982 Dettagli | Nuova Zelanda | Lancaster Park Christchurch           | Australia 152/7 (59 overs)             | AUS vince di 3 wickets | Inghilterra 151/5 (60 overs)       | 5       |
| 1988 Dettagli | Australia     | Melbourne Cricket Ground Melbourne    | Australia 129 for 2 (44.5 overs)       | AUS vince di 8 wickets | Inghilterra 127/7 (60 overs)       | 5       |
| 1993 Dettagli | Inghilterra   | Lord's Cricket Ground Londra          | Inghilterra 195/5 (60 overs)           | ENG vince di 67 runs   | Nuova Zelanda 128 (55.1 overs)     | 8       |
| 1997 Dettagli | India         | Eden Gardens Kolkata                  | Australia 165/5 (47.4 overs)           | AUS vince di 5 wickets | Nuova Zelanda 164 (49.3 overs)     | 11      |
| 2000 Dettagli | Nuova Zelanda | BIL Oval Lincoln                      | Nuova Zelanda 184 all out (48.4 overs) | NZL vince di 4 runs    | Australia 180 (49.1 overs)         | 8       |
| 2005 Dettagli | Sudafrica     | SuperSport Park Centurion             | Australia 215/4 (50 overs)             | AUS vince di 98 runs   | India 117 (46 overs)               | 8       |
| 2009 Dettagli | Australia     | North Sydney Oval Sydney              | Inghilterra 167 for 6 (46.1 overs)     | ENG vince di 4 wickets | Nuova Zelanda 166 (47.2 overs)     | 8       |
| 2013 Dettagli | India         | Brabourne Stadium Mumbai              | Australia 259/7 (50 overs)             | AUS vince di 114 runs  | Indie Occidentali 145 (43.1 overs) | 8       |
| 2017 Dettagli | Inghilterra   | Lord's Cricket Ground Londra          | Inghilterra 228/7 (50 overs)           | ENG vince di 9 runs    | India 219 (48.4 overs)             | 8       |
| 2022 Dettagli | Nuova Zelanda | Hagley Oval Nuova Zelanda             | Australia 356/5 (50 overs)             | AUS vince di 71 runs   | Inghilterra 285 (43.4 overs)       | 8       |
| 2025 Dettagli | India         |                                       |                                        |                        |                                    | 8       |

## Risultati

### Le prestazioni delle squadre
| Squadre              | 1973 | 1978 | 1982 | 1988 | 1993 | 1997 | 2000 | 2005 | 2009 | 2013 | 2017 | 2022 | Totale |
| -------------------- | ---- | ---- | ---- | ---- | ---- | ---- | ---- | ---- | ---- | ---- | ---- | ---- | ------ |
| Australia            | 2°   | 1°   | 1°   | 1°   | 3°   | 1°   | 2°   | 1°   | 4°   | 1°   | 3°   | 1°   | 12     |
| Bangladesh           | -    | -    | -    | -    | -    | -    | -    | -    | -    | -    | -    | 7°   | 1      |
| Danimarca            | -    | -    | -    | -    | 7°   | 9°   | -    | -    | -    | -    | -    | -    | 2      |
| Inghilterra          | 1°   | 2°   | 2°   | 2°   | 1°   | SF   | 5°   | SF   | 1°   | 3°   | 1°   | 2°   | 12     |
| India                | -    | 4°   | 4°   | -    | 4°   | SF   | SF   | 2°   | 3°   | 7°   | 2°   | 5°   | 10     |
| Irlanda              | -    | -    | -    | 4°   | 5°   | QF   | 7°   | 8°   | -    | -    | -    | -    | 5      |
| Paesi Bassi          | -    | -    | -    | 5°   | 8°   | QF   | 8°   | -    | -    | -    | -    | -    | 4      |
| Nuova Zelanda        | 3°   | 3°   | 3°   | 3°   | 2°   | 2°   | 1°   | SF   | 2°   | 4°   | -    | 6°   | 12     |
| Pakistan             | -    | -    | -    | -    | -    | 11°  | -    | -    | 5°   | 8°   | 8°   | 8°   | 5      |
| Sudafrica            | -    | -    | -    | -    | -    | QF   | SF   | 7°   | 7°   | 6°   | SF   | SF   | 7      |
| Sri Lanka            | -    | -    | -    | -    | -    | QF   | 4°   | 7°   | 8°   | 5°   | 7°   | -    | 6      |
| Indie Occidentali    | -    | -    | -    | -    | 6°   | 10°  | -    | 5°   | 6°   | 2°   | 6°   | SF   | 7      |
| Team defunti         |      |      |      |      |      |      |      |      |      |      |      |      |        |
| International XI     | 4°   | -    | 5°   | -    | -    | -    | -    | -    | -    | -    | -    | -    | 2      |
| Giamaica             | 6°   | -    | -    | -    | -    | -    | -    | -    | -    | -    | -    | -    | 1      |
| Trinidad e Tobago    | 5°   | -    | -    | -    | -    | -    | -    | -    | -    | -    | -    | -    | 1      |
| Inghilterra Under-25 | 7°   | -    | -    | -    | -    | -    | -    | -    | -    | -    | -    | -    | 1      |